# Masdevallia navicularis
Masdevallia navicularis är en orkidéart som beskrevs av Leslie Andrew Garay och Galfrid Clement Keyworth Dunsterville. Masdevallia navicularis ingår i släktet Masdevallia och familjen orkidéer. Inga underarter finns listade i Catalogue of Life.